# Cirrhicera cinereola
Cirrhicera cinereola är en skalbaggsart som beskrevs av Bates 1881. Cirrhicera cinereola ingår i släktet Cirrhicera och familjen långhorningar.
Artens utbredningsområde är:
- El Salvador.
- Guatemala.
- Honduras.

Inga underarter finns listade i Catalogue of Life.